# Europees kampioenschap American football
Het Europees kampioenschap American football is een terugkerend evenement dat ongeveer iedere vier jaar georganiseerd wordt. Het is een officiële competitie voor nationale teams uit Europa. Het toernooi wordt sinds 1983 gehouden en georganiseerd door de European Federation of American Football. Recordkampioen is Finland met vijf titels. Oostenrijk is de regerend kampioen.

## Historie
Het eerste kampioenschap 1983 vond plaats in het Italiaanse Castel Giorgio. Aan dit eerste toernooi namen vijf teams deel en er was geen kwalificatie voor nodig. Italië werd de eerste Europees kampioen na Finland in de finale verslagen te hebben met 18–6.
Vanaf 1985 werd iedere twee jaar tot 2001 een Europees kampioenschap met vier deelnemers gehouden. De teams moesten een kwalificatie voor het kampioenschap doorlopen. Vanaf 2003 tot 2014 waren er drie divisies. De winnaar van divisie C was gekwalificeerd voor divisie B, de winnaar van divisie B was gekwalificeerd voor divisie A en de winnaar van divisie A was Europees kampioen. Het laatste team van een divisie moest in de volgende campagne een divisie benedenwaarts.
Momenteel zijn er twee divisies. Er is een kwalificatieronde voor de twee divisies. Divisie B wordt in twee parallelle toernooien gespeeld. De twee winnaars van die toernooien promoveren naar de divisie A.
In de EK 2018 namen Nederland en België aan de eerste ronde van de kwalificatie deel. Nederland versloeg België met 17–3 en bereikte de tweede ronde.
In de EK 2021 speelde België in de group B en had een overwinning op Israël. Nederland kon in de kwalificatie van de group A geen punten halen.
Aan de EK 2023 namen België en Nederland niet deel.

## Resultaten

### Overzicht toernooien
| Jaar | Locatie       |                      | Kampioen | Score      | Tweede |
| ---- | ------------- | -------------------- | -------- | ---------- | ------ |
| 1983 | Italië        | Italië               | 18 – 6   | Finland    |        |
| 1985 | Italië        | Finland              | 13 – 2   | Italië     |        |
| 1987 | Finland       | Italië               | 24 – 22  | Duitsland  |        |
| 1989 | Duitsland     | Verenigde Koninkrijk | 26 – 0   | Finland    |        |
| 1991 | Finland       | Verenigde Koninkrijk | 14 – 3   | Finland    |        |
| 1993 | Italië        | Finland              | 17 – 7   | Italië     |        |
| 1995 | Oostenrijk    | Finland              | 27 – 7   | Italië     |        |
| 1997 | Italië        | Finland              | 27 – 6   | Zweden     |        |
| 2000 | Duitsland     | Finland              | 30 – 29  | Duitsland  |        |
| 2001 | Duitsland     | Duitsland            | 19 – 7   | Finland    |        |
| 2005 | Malmö, Zweden | Zweden               | 16 – 7   | Duitsland  |        |
| 2010 | Duitsland     | Duitsland            | 26 – 10  | Frankrijk  |        |
| 2014 | Oostenrijk    | Duitsland            | 30 – 27  | Oostenrijk |        |
| 2018 | Finland       | Frankrijk            | 28 – 14  | Oostenrijk |        |
| 2021 | Europa        | Italië               | 41 – 14  | Zweden     |        |
| 2023 | Europa        | Oostenrijk           | 28 – 0   | Finland    |        |

### Prestaties per land
| Team | Kampioen                         | Tweede                           | Derde                      | Vierde                     |
| ---- | -------------------------------- | -------------------------------- | -------------------------- | -------------------------- |
| FIN  | 5 (1985, 1993, 1995, 1997, 2000) | 5 (1983, 1989, 1991, 2001, 2023) | 4 (1987, 2005, 2018, 2021) | 1 (2014)                   |
| GER  | 3 (2001, 2010, 2014)             | 3 (1987, 2000, 2005)             | 4 (1983, 1985, 1989, 1993) |                            |
| ITA  | 3 (1983, 1987, 2021)             | 3 (1985, 1993, 1995)             | 2 (1997, 2023)             | 1 (1989)                   |
| GBR  | 2 (1989, 1991)                   |                                  | 1* (2000)                  | 4 (1987, 1997, 2001, 2005) |
| AUT  | 1 (2023)                         | 2 (2014, 2018)                   | 2 (2010, 1995)             |                            |
| SWE  | 1 (2005)                         | 2 (1997, 2021)                   | 1 (2001)                   | 4 (1993, 2010, 2018, 2023) |
| FRA  | 1 (2018)                         | 1 (2010)                         | 1 (2014)                   | 4 (1983, 1985, 1991, 2021) |
| UKR  |                                  |                                  | 1* (2000)                  | 1 (1995)                   |
| NED  |                                  |                                  | 1 (1991)                   |                            |

* 2000 waren er twee derde plaatsen